# Maíra Vieira
Maíra Vieira (Belo Horizonte, Minas Gerais, 23 de setembro de 1987) é uma modelo brasileira e vencedora da segunda temporada do reality show Brazil's Next Top Model.

## Biografia
Filha de uma ex-modelo, Maíra foi chamada por uma agência pela primeira vez aos doze anos, mas seus pais barraram, pois acreditavam que ela era muito nova para o mundo da moda. Durante a adolescência, era discriminada por ser alta e magra, mas muito disputada por agências de modelos de Minas Gerais.
Após terminar o Ensino Médio e cursar um ano da faculdade de Direito, Maíra aceitou o convite de uma pequena agência mineira e se apaixonou pela profissão. Durante uma conversa com amigas, Maíra ficou sabendo da inscrição para a seleção do casting do programa do canal pago Sony Entertainment Television, Brazil's Next Top Model.

## No BrNTM
"Eu ganhei, eu nem acredito! Quero ver só a cara da minha mãe quando ela ver isso! Meu Deus, eu sou uma modelo! Eu consegui realizar o meu sonho."

Maíra Vieira
Após ter realizado a inscrição inteiramente pela internet e no prazo de prorrogação, Maíra foi selecionada para participar do casting onde, logo na primeira semana, foi elogiada por sua forma de desfilar e a primeira selecionada para o Top 13.
Durante boa parte da competição, Maíra teve um desempenho mediano, principalmente por sua dificuldade de expressão facial e pela falta de exagero, apesar de ser sempre citada como a garota com um dos maiores potenciais high fashion.
Na 11ª semana, seu potencial foi posto em avaliação durante uma viagem à Buenos Aires para participarem da Buenos Aires Fashion Week, e, apesar de receber elogios da booker Gabriela Vidal e do estilista Pablo Ramirez, ficou pela primeira vez entre as duas últimas colocadas com a candidata Priscila Mallmann, mas sua evolução falou mais alto.
No episódio final, Maíra foi criticada por ainda não ter o conjunto pronto para o mercado, porém sua evolução demonstra que, com mais experiência, poderá ganhar muitos trabalhos, como colocou Marco Aurélio Key, booker da Ford Models. Com isso, venceu a segunda temporada da atração e derrotou a finalista Élly Rosa, sendo consagrada com o título de Brazil's Next Top Model.

## Após BrNTM
Como parte de seu prêmio, Maíra teve seu portfólio disponível no web-site oficial da Ford de Minas Gerais a partir de dezembro de 2008.
Foi também a estrela de um editorial de beleza da Vogue Brasil. Fotografada por André Passos, Maíra mostra opções de maquiagem para o verão.
Apenas seis meses após sua vitória, acumulou trabalhos para importantes marcas e estilistas. Rosa Chá, Carlos Mielle e Jo De Mer estão entre as grifes para as quais desfilou.
Ainda em 2009, Maíra desfilou pela primeira vez na passarela da São Paulo Fashion Week para a grife Neon (marca da dupla Dudu Bertholini e Rita Comparato), Lino Villaventura, Christine Yufon e Samuel Cirnansck.

### ANTM
Em Dezembro de 2008, Maíra desfilou para a grife Rosa Chá, como parte do "desfile final" da décima segunda temporada do reality show America's Next Top Model, de Tyra Banks. O episódio final, intitulado "America's Next Top Model Is…" foi ao ar dia 13 de maio de 2009 pelo canal The CW. Apresentadora do versão brasileira, a modelo Fernanda Motta, também desfilou.

## Miss São Paulo
Em 2012, participou do concurso Miss São Paulo, representando a capital paulista, tendo terminado o concurso como uma das dez semifinalistas.